# Aslan Zetterberg
Aslan Zetterberg (Stoccolma, 25 agosto 1997) è un giocatore di football americano svedese, che gioca come defensive tackle per i Paris Musketeers.